# Wellblechpiste

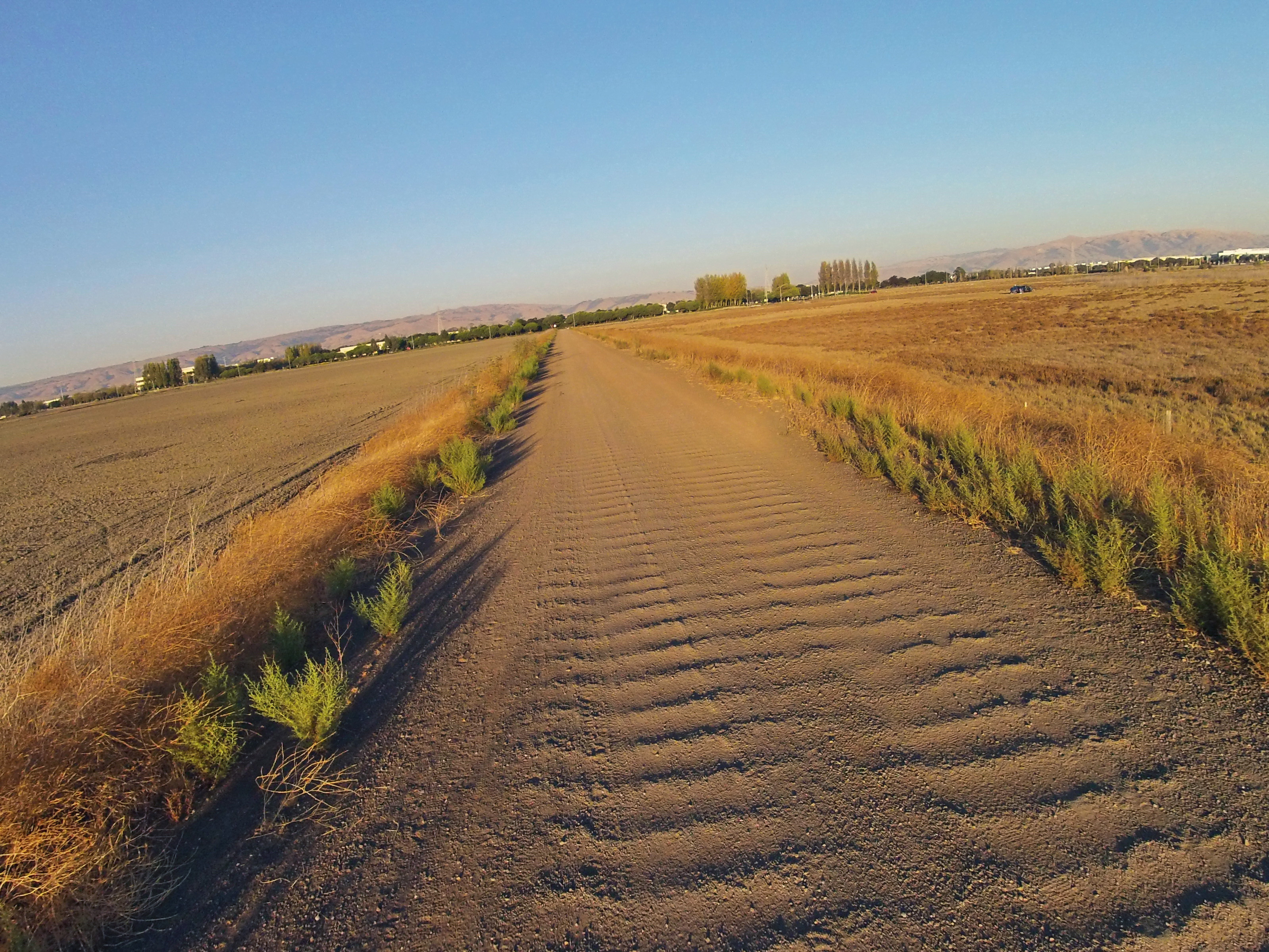
Schotterpiste in Fremont (Kalifornien) mit stärkeren wellblechartigen Bodenwellen.

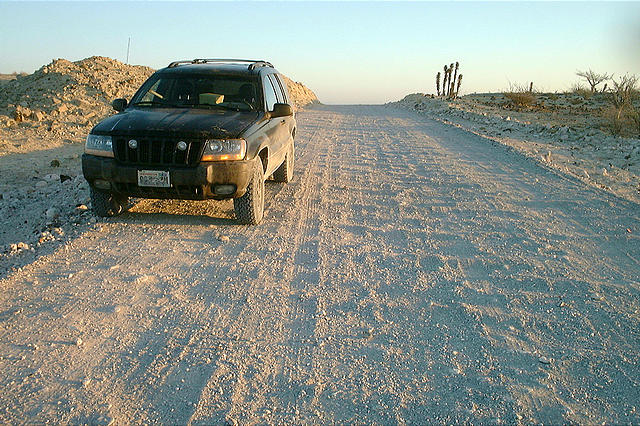
Schotterpiste mit wellblechartigen Bodenwellen.

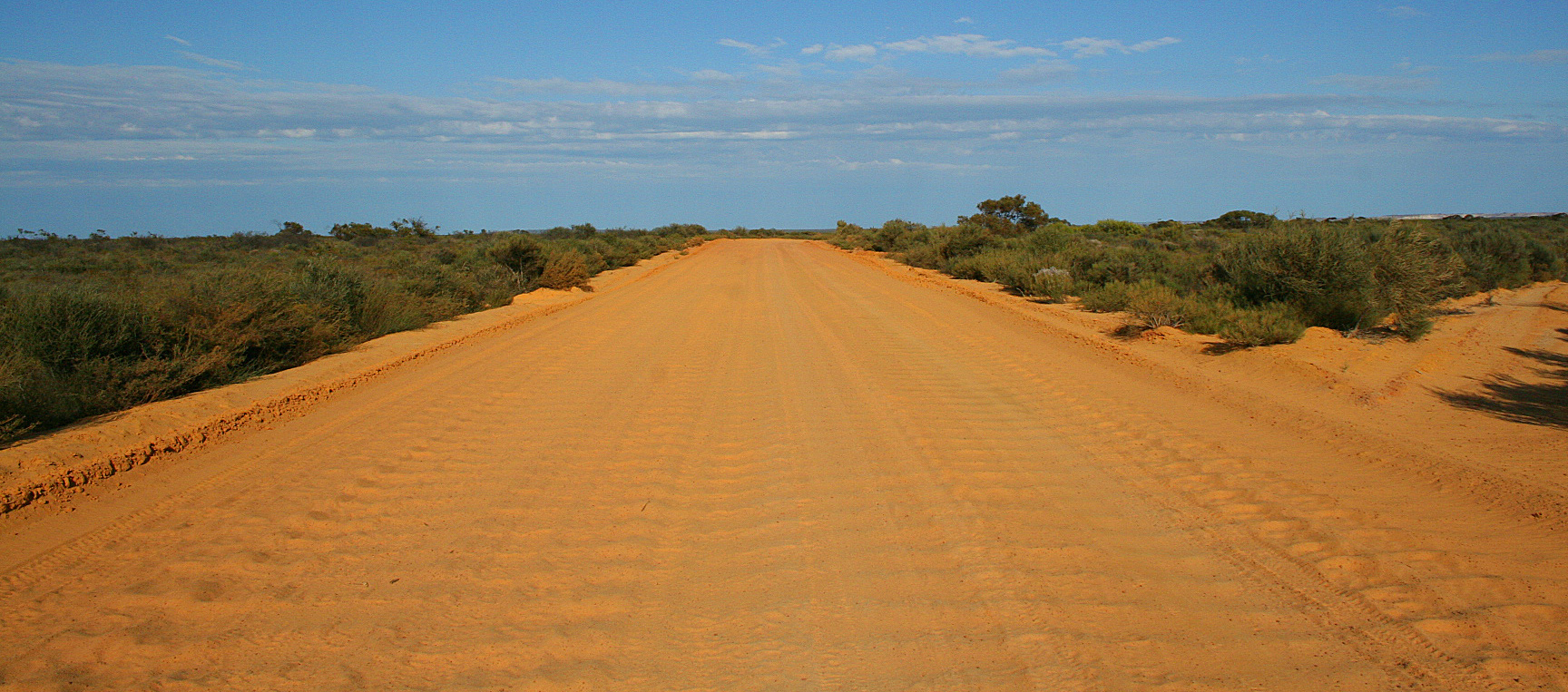
Sogenannte „corrugations“ im Kalbarri National Park, Western Australia.

Als Wellblechpiste (aus dem Englischen entlehnt oft auch Waschbrettpiste) wird eine unbefestigte Straße bezeichnet, die quer zur Fahrtrichtung liegende Bodenwellen, ähnlich einem Wellblechmuster, aufweist.

## Entstehung und Mechanismus
Die Entstehung von Wellblechpisten lässt sich auf die schrittweise fortschreitende Deformation des Bodens zurückführen. Jedes Fahrzeug, das über die unbefestigte Straße fährt, hinterlässt aufgrund kleiner Unebenheiten im Granulat eine Delle. Diese Delle wirkt wie eine kleine Rampe, die nachfolgende Räder nach oben beschleunigt, bevor sie mit Wucht in der Granulatschicht landen. Dieser Vorgang wiederholt sich ständig und führt dazu, dass sich die anfänglich kleine Vertiefung allmählich vertieft und vervielfältigt, sodass sie schließlich den gesamten Bereich der Straße überzieht.
Das entstehende Wellenprofil ähnelt dem von Sandrippeln in der Wüste, wobei die Erhebungen in Fahrtrichtung steiler abfallen als in Gegenrichtung. Bei schmalen Straßen, die in beiden Richtungen befahren werden, bilden sich hingegen symmetrische Formen aus, da die Rippel sich in ständig wechselnde Richtungen bewegen.

## Forschung
Das Phänomen der Wellblechpisten hat die Aufmerksamkeit von Wissenschaftlern aus verschiedenen Ländern auf sich gezogen. Eine Forschergruppe aus Frankreich, Großbritannien und Kanada hat sich eingehend mit dem Problem beschäftigt. Bei der Untersuchung wurde ein Drehteller von einem Meter Durchmesser etwa 5 cm hoch mit Sand gefüllt. Nahe dem Rand des Drehtellers lag ein 10 cm großes und 2 cm breites Hartgummirad auf dem Sand auf. Seine Achse war an einem Hebel befestigt, so dass das Rad über den Sand rollte, wenn der Drehteller rotierte. Die gewählten Rotationsperioden lagen zwischen 1,25 s und 5 s. Das entsprach Geschwindigkeiten zwischen 0,6 m/s und 2,5 m/s. Mit elektrischen bzw. optischen Sensoren wurde die vertikale Bewegung des Rades bzw. die Form des Sandbettes einige Tausend Mal pro Rotation gemessen.
Die Experimente zeigten, dass bei Geschwindigkeiten unter 1,5 m/s das Sandbett flach blieb, während darüber Veränderungen auftraten. Die Rippelmuster waren asymmetrisch, sodass das Rad jeweils die sanfter geneigte Seite hinauf rollte und die steilere Seite hinab rollte oder sprang. Die Neigung der steileren Seite erreichte nahezu den Schüttwinkel des Sandes. Die Rippel bewegten sich immer vorwärts, also in Bewegungsrichtung des Rades. Es bildete sich ein periodisches Wellblechmuster heraus, dessen Amplitude und Wellenlänge zunächst zunahmen und sich schließlich sieben Rippel mit konstanter Amplitude bildeten.
Die Experimente mit unterschiedlichen Sandsorten und sogar Reiskörnern zeigten, dass die Musterbildung nicht von der Korngröße des Granulats abhängig war, jedoch das Gewicht des Rades einen Einfluss hatte. Je schwerer das Rad, desto größer die Amplitude und desto kürzer die Wellenlänge des Wellblechmusters.
Obwohl bedeutende Erkenntnisse über die Entstehung von Wellblechpisten gewonnen wurden, bleiben für die Entwicklung einer umfassenden Theorie noch offene Fragen. Die Forschung auf diesem Gebiet wird fortgesetzt, um das Phänomen vollständig zu verstehen und mögliche Lösungsansätze zu finden, um die Bildung von Waschbrettpisten auf unbefestigten Straßen zu verhindern.

## Beseitigung und Wirkung
Es ist kaum möglich, die Bildung von Wellblechpisten auf unbefestigten Straßen zu verhindern. Von Zeit zu Zeit müssen die Bodenwellen daher mit Hilfe eines Graders oder ähnlichen Geräten eingeebnet werden. Allerdings kehrt das charakteristische Muster bald wieder zurück, sodass eine dauerhafte Lösung nur durch den Einbau einer gebundenen Fahrbahnbefestigung, beispielsweise aus Asphalt, erreicht werden kann.
Die Fahrt über eine Wellblechpiste führt zu starken Vibrationen im Fahrzeug und stellt damit eine große Belastung dar. So können auf Wellblechpisten beispielsweise die Stoßdämpfer überhitzen und in der Folge unbrauchbar werden. Eine effektive Lösung für dieses Problem existiert bisher nicht und selbst ein gut abgestimmtes Fahrwerk kann die Probleme nur begrenzt mildern. Eine Möglichkeit zur Verbesserung besteht darin, den Luftdruck der Reifen zu reduzieren, um die Walkarbeit der Reifen zu erhöhen und somit weniger Schwingungen auf das Fahrwerk zu übertragen. Die optimale Höhe des Luftdrucks hängt dabei vom Fahrzeugtyp und dem gefahrenen Tempo ab. Zudem ist es ratsam, das Tempo auf Wellblechpisten zu reduzieren, da zu hohe Geschwindigkeiten das Fahrzeug unkontrollierbar machen können und die Sicherheit gefährden. Eine vorausschauende Fahrweise und das Ausnutzen der vollen Pistenbreite können ebenfalls zur Linderung beitragen, indem man die Räder außerhalb der Spurrinnen hält.